# Armando de Armas (empresario)
Armando de Armas Meléndez (San Francisco, Estado Lara, siglo XX-Caracas, 2 de agosto de 2000) fue un empresario venezolano dedicado al ámbito del periodismo y la distribución mundial de publicaciones. Fue fundador del llamado Bloque Dearmas y presidente de varios medios de comunicación en su país, además de la Editorial América, S.A.